# Fantômas (película de 1964)
Fantomas (pronunciación en francés: /fɑ̃tomas/) es una película de comedia francesa de 1964, dirigida por André Hunebelle y protagonizada por Jean Marais en el rol del archivillano Fantômas (con la voz del actor Raymond Pellegrin), que se enfrenta a Louis de Funès como el serio pero superado comisario Paul Juve. En la película, Juve hace equipo con el periodista Jérôme Fandor, interpretado también por Marais, para tratar de atrapar a Fantômas pero sin conseguirlo .
La película fue la respuesta de Francia al fenómeno de James Bond que se extendió por todo el mundo en la misma época. Es la primera película de una trilogía dirigida por Hunebelle, y tuvo un enorme éxito en Europa, la Unión Soviética y Japón. Fue exitosa incluso en los Estados Unidos, donde han aparecido sitios web de fanes hasta el día de hoy. Mylène Demongeot hace el rol de Hélène Gurn, la novia de Fandor, el archienemigo de Fantômas. El tono general de las películas es más desenfadado que en las novelas originales de Fantômas. El comisario Juve, tal y como es interpretado por Louis de Funès, se ve convertido en un personaje cómico, muy diferente de su contrapartida literaria.
Como en las otras dos películas de Fantômas de Hunebelle, las acciones del archicriminal se interpretan en clave cómica, casi paródica. El ritmo de la película se sustenta principalmente en la figura cómica del comisario Juve. En lugar de intentar hacer una adaptación directa de las películas de Fantômas de Louis Feuillade, de 1913, Hunebelle optó por un formato de comedia de acción, que la acerca mucho más a ser una parodia de las populares novelas de Marcel Allain y Pierre Souvestre, que una adaptación fiel, como lo había intentado Feuillade. Así, la película parece bastante alejada de la figura del criminal tal y como la concibieron en las novelas originales sus autores, y uno de ellos, Allain, llegó incluso a demandar la producción de la película, si bien murió antes de que terminara el juicio. 

## Trama
Fantômas es un hombre de muchos disfraces. Utiliza el maquillaje teatral como arma. Puede hacerse pasar por cualquier persona usando una variedad de máscaras y es capaz de crear una interminable confusión cambiando constantemente de apariencia. En el primer episodio de la serie está molesto con Fandor, a raíz de una entrevista ficticia que el periodista escribió sobre él. Toma venganza secuestrando a Fandor y amenazando con asesinarlo. Luego usa sus formidables habilidades de maquillaje para cometer un crimen espectacular mientras está disfrazado como Fandor. Cuando el comisario Juve se une a la persecución, el camaleónico Fantômas pronto comete un crimen con una máscara en la que se parece a Juve. Al final, Fandor, Juve y Hélène, la novia de Fandor, siguen el rastro del maestro criminal, pero todo es en vano en tanto el hombre de las mil máscaras finalmente logra escapar.

## Reparto
| Actor               | Personaje         |
| ------------------- | ----------------- |
| Jean Marais         | Fantomas / Fandor |
| Louis de Funès      | Comissaire Juve   |
| Mylène Demongeot    | Hélène Gurn       |
| Jacques Dynam       | Bertrand          |
| Robert Dalban       | periodista        |
| Marie-Hélène Arnaud | Lady Beltham      |

## Lanzamiento
La película fue estrenada en Francia el 4 de noviembre de 1964.

## La trilogía de Fantômas
| Título                        | Fecha de lanzamiento   |
| ----------------------------- | ---------------------- |
| Fantomas                      | 4 de noviembre de 1964 |
| Fantomas se déchaîne          | 8 de diciembre de 1965 |
| Fantomas contra Scotland Yard | 16 de marzo de 1967    |

## Recepción
La película fue la quinta más popular en la taquilla francesa en 1964. Tuvo audiencias de 4'492.419.